# 中国科学院力学研究所
中国科学院力学研究所（简称力学所）是中国科学院下属研究机构之一，创建于1956年。力学所为中国“两弹一星”和载人航天事业作出了重要贡献。
力学所是力学一级学科研究生培养单位，设有博士后流动站。现有中国科学院院士8人，中国工程院院士1人。
力学所科研主攻方向为：微尺度力学与跨尺度关联，高温气体动力学与跨大气层飞行，微重力科学与应用，海洋工程、环境、能源与交通中的重大力学问题，先进制造工艺力学，生物力学与生物工程。
力学所有五个研究单元实体：非线性力学国家重点实验室、高温气体动力学国家重点实验室、国家微重力实验室、流固耦合系统力学重点实验室、先进制造工艺力学重点实验室。力学所与企业联合成立了冲击动力学工程研究中心、发动机科学与工程联合实验室等。

## 历史
- 1953年底，中国科学院在数学研究所内组建了力学研究室，钱伟长任主任。
- 1956年1月16日，力学研究所正式成立。
- 1959年6月14日，钱学森向中科院提出“关于在中国科学院配合国防需要开展火箭技术探索性研究的意见”报告，获得中科院批准后，力学所于1959年 11月成立二部，分别从事高速气动力学、高温强度、液体推进剂及燃烧、试验设备设计和测量仪表等问题研究和装置研制。液体推进剂及燃烧研究室人员于 1960年10月迁至怀柔，成立怀柔基地。
- 1964年7月，怀柔基地改称为力学所分部，承担科学院下达的氢氧发动机研制任务。
- 1965年，力学所承担对超低空导弹设（代号541）计任务。
- 1965年，力学所开始领导“关于开展导弹再入物理现象研究”的研究工作。
- 1964年，力学所承担中程导弹弹头烧蚀防热问题的研究。
- 1963年5月，力学所接受“冲击波测压计力学性能的标定”任务。保证了我国第一颗原子弹爆炸成功。
- 1965年—1967年，力学所在怀柔分部建立爆炸场，进行了大量系统的爆炸试验。
- 1966年，力学所承担中国第一颗人造卫星本体结构设计及试验、温度控制与热试验、侦察卫星回收方案三个方面的调研工作。
- 1967年，力学所在文革中逐渐被军管。
- 1970年7月，力学所军管结束，又恢复由科学院领导。
- 1972年7月，力学所下放，实行北京市和科学院双重领导，随后又改称为北京力学所。
- 1977年以后，力学所的各项工作逐步调整恢复。
- 1978年1月1日，力学所正式回归中国科学院建制。

## 历任所长
- 第一届 钱学森 （1956年9月－1984年2月）
- 第二届 郑哲敏  （1984年2月－1987年12月）
- 第三届 郑哲敏  （1987年2月－1989年12月）
- 第四届 薛明伦 （1989年12月－1994年4月）
- 第五届 薛明伦 （1994年4月－1998年5月）
- 第六届 洪友士 （1998年5月－2002年6月）
- 第七届 洪友士 （2002年6月－2006年6月）
- 第八届 樊菁 （2006年6月－2010年6月）
- 第九届 樊菁 （2010年6月－）

## 研究单元
力学所有五个主要的研究部门。

### 非线性力学国家重点实验室
非线性力学国家重点实验室近期学科方向：纳米/微米尺度力学和跨尺度关联、纳/微电子机械系统力学、多尺度复杂流动的动力学理论与控制原理。中、长期学科方向为如下三个方面：固体变形、损伤、破坏的非线性力学性质、流体运动的非线性规律、材料和环境系统中非线性问题的基本理论和方法。

### 高温气体动力学国家重点实验室
实验室正式成立于1994年，2011年10月13日正式由国家科技部批准，建设高温气体动力学国家重点实验室。
实验室致力于高温气体动力学研究，主要研究方向为：
- 高温热化学反应流动规律
- 超声速燃烧和爆轰物理
- 高超声速飞行器构型优化与气固耦合理论
- 稀薄气体与非平衡流动
- 等离子体流动与清洁燃烧技术

### 国家微重力实验室
主要研究方向：微重力流体物理（简单流体的运动、多相流和复杂流体），微重力燃烧科学（燃烧机理和空间站防火），空间材料科学（凝固过程、晶体生长和模型化研究），空间生物技术与生命科学（生物力学、细胞-分子生物学和纳米生物技术）。

### 先进制造工艺力学重点实验室
实验室主要研究领域：激光毛化特种工艺及其工程化技术、物质表面涂镀层与强化工艺技术、激光制造工艺力学、激光焊接工艺技术、复杂飞行动力学与控制、机动车综合性能检测产业化技术。

### 流固耦合系统力学重点实验室
流固耦合系统力学主要研究流体与固体相互作用规律。紧密结合我国海洋工程、环境工程和交通工程等应用领域的重大需求，以力学多分支学科的交叉融合为基础，发展流固耦合系统力学理论，发展建设特色鲜明、系统配套的耦合实验平台和数值模拟技术。
实验室重点研究方向：流体与工程结构的相互作用、流体与岩土体的相互作用、环境流动与多过程耦合以及油气水沙相互作用。
实验室现任主任为黄晨光研究员。实验室有两名中国科学院院士：郑哲敏、李家春，14名研究员。

## 研究人员
力学所现有中国科学院院士8人，中国工程院院士1人，研究员66人，副研究员、高级工程师和高级实验师137人，中国科学院“百人计划”入选者21人、国家杰出青年科学基金获得者11人，“千人计划”短期项目1人。

## 研究生教育
力学所是力学一级学科研究生培养单位。主要招生专业有：
- 一般力学与力学基础
主要研究方向：基础力学、物理力学、非线性力学、生物力学、微重力流体力学、磁流体力学、等离子体物理、实验力学、遥科学
- 固体力学
主要研究方向：细观力学、材料的本构理论、断裂力学、材料的疲劳与蠕变、复合材料力学、结构力学、智能结构、土力学、流固耦合
- 流体力学
主要研究方向：高超声速空气动力学、稀薄气体动力学、超声速燃烧、湍流、水动力学、计算流体力学、多相流体力学、流态化理论、燃烧、环境流体力学、海洋工程流体力学、微机械（MEMS）中的流体力学问题、气体激光
- 工程力学
主要研究方向：爆炸力学、高速碰撞效应、气体和粉尘的爆轰、爆炸加工、材料表面改性、激光作用下材料与结构的热力学响应、激光技术、激光物理、断裂力学及应用、地面沉降、环境工程、岩土工程、激光物理